# Styringomyia xenophallus
Styringomyia xenophallus är en tvåvingeart som beskrevs av Alexander 1956. Styringomyia xenophallus ingår i släktet Styringomyia och familjen småharkrankar.
Artens utbredningsområde är Uganda. Inga underarter finns listade i Catalogue of Life.